# Hosahalli, Alur
Hosahalli là một làng thuộc tehsil Alur, huyện Hassan, bang Karnataka, Ấn Độ.